# 海妖星
海妖星（11 Parthenope）是一顆較大且明亮的小行星帶天體。
海妖星由安尼巴莱·德·加斯帕里斯於1850年5月11日所發現，這也是他發現的許多小行星中的第二顆。該天體後來以希臘神話中的海妖賽蓮中的一人帕耳忒諾珀來命名，這個名稱起因於約翰·弗里德里希·威廉·赫歇爾，他在德·加斯帕里斯於1849年發現健神星後所建議的。
在1987年2月13日有一次海妖星掩星被觀測到。